# Hamáčková (usedlost)
Hamáčková (Hamáková, Hamačka) je zaniklá usedlost v Praze 2-Vinohradech, která se nacházela v severozápadní části Havlíčkových sadů.

## Historie
Vinici o rozloze přibližně 6 strychů koupil v exekuční dražbě roku 1797 baron Jakub Wimmer, majitel více vinohradských a vršovických usedlostí. Po jeho smrti roku 1822 ji koupili manželé Chválovi, po nich ji od roku 1833 drželi manželé Dolejškovi. Roku 1842 je Hamáčková uváděna jako vinice a zahrada. Kolem poloviny 19. století k ní Dolejškovi přikoupili sousední usedlost Větrovku. Část pozemků v 60. letech 19. století prodali Moritzi Gröbovi, zbytek (něco přes 1 hektar) byl prodán po smrti Marie Dolejškové roku 1871 Heřmanu Amschlbergovi.
Majitelé se zde střídali až do roku 1900, kdy ji získala obec Vinohrady. Pozemky byly rozparcelovány jako stavební. Budova usedlosti sloužila jako „hnanecká stanice“ (takzvaný „postrk“ bylo policejní opatření pro navrácení osob do domovské obce a dohled nad nimi), poté jako městský chudobinec. Nakonec byla roku 1929 zbořena.

### Větrovka
Tato malá usedlost se nacházela pod Hamáčkovou severozápadně od budoucí Gröbovky. S Hamáčkovou splynula a po jejím zboření převzala Gröbova vila její číslo popisné 58.

### Zajímavosti
Na pozemcích Hamáčkové si postavil vilu čp. 422 profesor české techniky dr. Vojtěch Šafařík a v ní vybudoval soukromou hvězdárnu s kupolí a dalekohledem.